# Perizoma nigrofasciata
Perizoma nigrofasciata är en fjärilsart som beskrevs av Barend J. Lempke 1950. Perizoma nigrofasciata ingår i släktet Perizoma och familjen mätare. Inga underarter finns listade i Catalogue of Life.